# Révolte sur la Lune
Révolte sur la Lune (titre original : The Moon is a Harsh Mistress) est un roman de science-fiction écrit par Robert A. Heinlein et publié en 1966. En France, il est publié en 1971.
Le roman traite de la révolte des habitants d'une ancienne colonie lunaire pénitentiaire contre la domination des États de la Terre. Le roman exprime et discute des idéaux libertariens (à ne pas confondre avec libertaires), et présente de manière crédible une future société humaine imaginée de manière globale, à la fois sur la Terre et sur la Lune.
Initialement publié en série dans Worlds of If (décembre 1965 ; janvier, février, mars 1966), le livre a été nommé pour le prix Nebula en 1966. Il obtient le prix Hugo du meilleur roman 1967.
À la sortie de son autre roman Étoiles, garde-à-vous ! en décembre 1959, Heinlein s'était fait traiter de « fasciste ». Avec Révolte sur la Lune, le romancier passe pour un anarchiste. Ce roman est l'une des pièces maîtresses de l'œuvre de Heinlein, s'inscrivant dans une tradition libertarienne que l'on retrouve dans certains de ses autres romans, en particulier En terre étrangère (1961).

## Intrigue
En mai 2075, la Lune (Luna) est une nouvelle frontière habitée par trois millions d'habitants. Dans ce lieu de relégation, les autorités de la Terre y envoient ses réprouvés, détenus de droits communs ou révolutionnaires de toutes origines. Mais la plupart des Lunatiques sont des descendants de détenus, que la faible gravité lunaire a condamné à un exil définitif.
À cause des lourdes contraintes d'une vie enterrée dans des villes lunaires (surnommées les « terriers ») et dans leurs tunnels, sur une planète aride dont on doit extraire la moindre ressource, les Lunatiques ont développé une société de pionniers, métissée et libertaire.
Mais ce délicat équilibre écologique est menacé : Luna est obligée de catapulter chaque jour une partie de sa production céréalière issue de ses fermes hydroponiques en direction d'une Terre surpeuplée et affamée. Les Lunatiques sont par ailleurs confrontés à la surdité d'une Autorité Lunaire qui les méprise, gouvernée de manière dictatoriale par les « Nations Fédérées » de la Terre, une organisation autoritaire qui a succédé aux Nations unies.
« Mannie » Davis est le narrateur du roman. Lunatique moyen, membre d'une des plus vieilles familles de Luna City, c'est un technicien spécialisé en informatique, chargé de s'occuper de « Mike », le superordinateur de l'Autorité lunaire.
À son corps défendant, Mannie va être entraîné dans la lutte pour la libération de Luna. Aidé de Mike, l'ordinateur de l'autorité lunaire qu'il entretient et qui s'est éveillé à la conscience, de Wyoh, une agitatrice venue de Hong-Kong Luna et du professeur de la Paz, un déporté politique originaire de la Terre, Mannie participe à la préparation minutieuse, puis à la réalisation de la révolution et de la guerre de libération de Luna, qui ont pour objectif l'indépendance du satellite de la Terre et la naissance d'une nouvelle nation.

## Résumé

### Première partie: L'ordinateur loyal (That Dinkum Thinkum)
En 2075, la Lune est un front pionnier peuplé de déportés et surtout de descendants de ces mêmes déportés, que les autorités de la Terre ont jadis envoyé là-bas. La vie est rude, mais il y a du travail pour tout le monde. La supériorité numérique des hommes sur les femmes (deux hommes pour une femme) a suscité la création d'une société où la polyandrie est la norme. La colonie est gouvernée par l'Autorité lunaire, avec à sa tête un « Gardien » doté uniquement d'une force de police réduite (des descendants des anciens gardiens de la colonie pénitentiaire). Le Gardien n'intervient en fait que très peu dans les affaires de la colonie, sa seule obligation étant de faire catapulter, jour après jour, une partie de la production agricole de Luna à une Terre surpeuplée et affamée.
Manuel « Mannie » Garcia O'Kelly est un Lunatique moyen dont la philosophie est « occupe-toi de tes affaires ». Spécialiste en informatique, cet ancien mineur de glace amputé du bras gauche après un accident s'occupe de l'ordinateur central de l'Autorité lunaire, un modèle « Holmes IV » (High Optional, Logical, Multi Evaluating Supervisor, Mark IV) qu'il a surnommé affectueusement « Mike », en hommage à Mycroft Holmes. Mike contrôle la quasi-totalité des fonctions vitales de Luna : la production d'air, d'énergie, les transports, les communications, etc., mais aussi le système financier.
Cependant, Mannie est le seul à s'être rendu compte que Mike s'est éveillé à la conscience, en développant un sens de l'humour assez particulier. Devenu l'ami de l'ordinateur, Mannie s'attache à faire l'éducation d'un être à la fois supérieurement intelligent, totalement immature et dénué de toute loyauté envers l'Autorité lunaire.
Pour faire plaisir à Mike, Mannie, pourtant apolitique, introduit un enregistreur camouflé dans la prothèse de son bras gauche et se rend à un meeting politique clandestin organisé contre l'Autorité. Il y retrouve le professeur Bernardo de la Paz, un révolutionnaire sud-américain déporté sur la Lune. Mais des gardes de l'Autorité lunaire interviennent et interrompent la réunion, qui se termine en émeute sanglante. De nombreux militants et tous les gardes sont tués. Manuel se trouve malgré lui contraint de se cacher dans une chambre d'hôtel avec une des participantes de la réunion, une blonde sculpturale nommée Wyoming « Wyoh » Knott. Il la présente à Mike, par le truchement du téléphone. Le professeur de la Paz les rejoint, et les quatre protagonistes réfléchissent à l'avenir de la Lune, qui s'avère sombre.
En effet, selon Mike, au rythme des livraisons de céréales et sans retour de matière première de la part de la Terre, les ressources lunaires vont s'épuiser et mener à la famine dans un délai de sept ans, et au cannibalisme dans neuf ans. La révolution n'est donc plus seulement un idéal mais une nécessité vitale. Les conjurés lancent ensuite une nouvelle organisation révolutionnaire, pyramidale, qui respecte les règles classiques de la clandestinité : des « cellules » (petits groupes) révolutionnaires pratiquement étanches, chaque militant ne connaissant qu'un nombre restreint de camarades. Mais la présence de Mike modifie complètement la donne : contrôlant totalement le réseau de communication de Luna, il peut communiquer de manière sûre et rapide avec tous les militants, tout en espionnant de l'intérieur l'Autorité lunaire. Les motivations de l'ordinateur sont sa loyauté par rapport à ses seuls amis, et le goût du jeu car il s'ennuie à son poste. Malgré cet atout sans précédent dans un mouvement révolutionnaire, qui permet aux insurgés de conserver en permanence une longueur d'avance sur l'adversaire en l'espionnant, mais également en l'intoxiquant, les chances de réussite (calculées par Mike) ne sont que de 1 contre 7.
Pour que la révolution réussisse, il faut qu'elle dispose d'une aide sur la Terre elle-même, afin d'y travailler l'opinion publique et les gouvernements. La chance permet à Mannie de rencontrer un touriste terrien, « Stu » LaJoie, et de lui rendre service. Celui-ci, séduit par la famille de Mannie et surtout par Wyoh, s'engage dans la révolution par sympathie et par sport.
Mais un problème majeur se pose toujours : une fois la révolution réalisée sur la Lune, comment résister à une reconquête par des forces terriennes, infiniment supérieures ? Mike trouve la réponse : on peut, par l'intermédiaire de la catapulte électromagnétique chargée d'envoyer les chargements de céréales vers la Terre, lancer des « cailloux », c'est-à-dire projeter avec force et précision de gros rochers entourés de métal, libérant au point d'impact l'énergie de petites bombes atomiques. Mais la vulnérabilité de cette catapulte exige la construction d'une seconde, plus petite mais totalement secrète. Durant de long mois, l'organisation recrute des militants, surveille le Gardien et le chef de la police, Alvarez, pendant qu'elle construit la seconde catapulte. Elle s'attache également à se financer par l'intermédiaire d'activités légales et illégales, qui vont d'honnêtes entreprises industrielles et commerciales à l'industrie du jeu et à l'escroquerie pure et simple, sous le contrôle de « Prof » (qui en connait un rayon) et surtout de Mike.
En mai 2076, un événement fortuit fournit aux insurgés leur « partie de thé de Boston » : un groupe de gardes de l'Autorité lunaire, nouvellement arrivés sur le satellite, viole et tue une jeune fille, puis en tue une autre. L'émeute de Luna est immédiate, encouragée par l'organisation révolutionnaire de Mannie et Prof. Malgré des pertes dans la population, le siège de l'Autorité est pris d'assaut ; la garnison est massacrée : la révolution a vaincu.

### Seconde partie: La foule sous les armes (A Rabble in Arms)
Pris par le temps dans leurs préparatifs, les insurgés décident de garder le silence sur les événements en imposant un black out sur les informations en direction de Terra. Mike imite l'apparence et la voix du Gardien, et les livraisons de grains vers la Terre continuent comme avant.
Un congrès se réunit à Luna City. Il s'agit de rédiger la constitution du nouvel État. Mais aux authentiques révolutionnaires se joignent des insurgés de la dernière heure et surtout toute une faune d'idéologues et de religieux de toutes sortes. Le professeur de la Paz dirige cette « pétaudière » et, par sa voix, Heinlein critique joyeusement les mœurs politiques de son époque.
Lorsque la Terre finit par apprendre ce qui s'est réellement passé, le congrès lunaire déclare l'indépendance de Luna, le 4 juillet 2076, jour du 300e anniversaire de la déclaration d'indépendance des États-Unis d'Amérique.
Il faut maintenant envoyer une délégation diplomatique sur Terre. C'est un voyage prévu depuis le premier jour (en raison des problèmes avec la gravitation terrestre, qui nécessite un entrainement), auquel se sont préparés le professeur de la Paz et Mannie. Dans le même temps, la famille Davis adopte Wyoh comme co-épouse.
Attendus sur Terre par Stu qui a préparé leur arrivée, Mannie et Prof sont projetés dans le golfe du Bengale à la place d'une cargaison de grain. Non reconnus comme diplomates, Prof, « ministre plénipotentiaire » cloué sur une chaise roulante, et le « colonel Davis » sont toutefois reçus par les Nations Fédérées dans leur siège d'Agra. Tandis que Stu tente de créer un mouvement d'opinion favorable à Luna, les deux Lunatiques essaient de jouer sur les divisions entre les puissances, proposant à chacune des nations de construire une catapulte terrestre sur une haute montagne, équivalent plus puissant de celle de la Lune, destinée à renvoyer sur celle-ci des matières organiques lui permettant de ne pas périr de faim, et même d'augmenter ses livraisons.
Le séjour sur Terre de Mannie et Prof permet à Heinlein de décrire de manière ironique les différentes nations, et notamment la « dictature d'Amérique du Nord », un État totalitaire et religieux où les libertés individuelles ne sont plus qu'un vague souvenir et où Mannie est brièvement incarcéré pour bigamie et polygamie.
Mais le voyage est un échec. Les Nations Fédérées décident de reconquérir la Lune par la force, tout en proposant secrètement à Mannie le poste de Gardien. Mais, tandis que l'opinion publique terrienne s'est divisée, les Lunatiques sont désormais plus soudés que jamais.
Prof, Stu et Mannie s'échappent et rejoignent clandestinement Luna. Entre-temps, des élections législatives se sont tenues. En leur absence, Prof et Mannie ont été élus triomphalement (avec l'aide de Mike ?).

### Troisième partie: URGCNEP! (TANSTAAFL!)
Tandis que les mois passent dans la préparation de la guerre avec la Terre, la révolution lunaire s'essouffle. Mais l'attaque terrienne a enfin lieu. Des troupes d'élite débarquent à Luna City et causent de lourdes pertes dans la population civile. Elles sont cependant exterminées. Les habitants de Churchill supérieur meurent presque tous dans la décompression de leur dôme. En surface dans l'espace, les sorties des commandos de Finn Nielsen et des perforatrices lasers miniers reconvertis en pièces d'artillerie spatiale réduisent à néant la flotte des assaillants.
Adam Selene, le pseudonyme utilisé par Mike pour incarner le meneur de la révolution, est donné pour mort, ce qui résout le problème de plus en plus préoccupant de son inexistence en tant qu'être de chair et de sang.
Luna commence alors, comme David contre Goliath à « lancer des cailloux » vers la Terre. Les cibles choisies sont désertiques mais réparties sur tous les continents. La puissance dégagée par l'impact est celle d'une petite bombe atomique. Les habitants des régions concernées sont prévenus, mais certains décident de se rendre sur les lieux de l'impact et sont tués. Le centre de commandement militaire des Nations Fédérées, à Cheyenne Mountain, est pilonné durant toute la durée du conflit.
La Terre attaque alors et détruit la grande catapulte lunaire en utilisant des armes nucléaires. L'équipe de Mannie met ensuite en œuvre la catapulte cachée et continue le bombardement de la planète. Des gouvernements africains, achetés par les équipes de Stu resté sur Terre, reconnaissent alors Luna. Une à une, les grandes puissances, à commencer par la Grande Chine, abandonnent les hostilités.
Dans l'euphorie de la victoire, les Lunatiques célèbrent leur indépendance. Durant les festivités Prof, épuisé, décède. Mannie, un instant au pouvoir, se retire rapidement et retourne à ses occupations familiales, tel Cincinnatus.
Stu est finalement adopté comme nouveau co-mari par la famille Davis.
La destruction de la première catapulte par les terriens, inévitable, faisait en fait partie du plan de Prof, qui voyait l'avenir de la Lune dans un rôle de « hub » spatial plutôt que dans celui d'une colonie dévouée à une économie agricole trop rudimentaire. Le temps de construire les deux catapultes, sur Terre et sur la Lune, les Terriens se seront adaptés à la cessation des livraisons et les Lunatiques auront commencé à reconvertir leur économie vers un soutien logistique à la conquête du système solaire. La catapulte cachée le restera, garante de l'indépendance future de la Lune.
La fin du roman est triste. Mike, après avoir été la cible d'une frappe atomique des terriens, ne répond plus aux sollicitations de Mannie. Lourdement bombardé durant la dernière attaque, a-t-il perdu conscience en perdant des circuits et des mémoires, ou s'est-il enfermé dans un silence dont il ne parvient plus à sortir ? Heinlein ne répondra à cette question que dans Le chat passe-muraille qui se déroule un siècle plus tard.

#### Problème de traduction
En traduisant « There Ain't No Such Thing As A Free Lunch » (TANSTAAFL) par « Un Repas Gratuit est Supérieur à Tout » (URGESAT), le premier traducteur, Jacques de Tersac, a commis un contresens qui fausse la compréhension des idées politiques défendues par Heinlein dans l'ensemble du roman. L'édition révisée utilise le terme « URGCNEP » (Un Repas Gratuit, Ça N'Existe Pas).

## Personnages principaux
Les personnages du roman sont présentés ici dans l'ordre hiérarchique, par rapport à leur rang dans l'organisation révolutionnaire clandestine lunaire.
Membres de la cellule dirigeante :
- Mike est un « Holmes IV », l'ordinateur central de l'Autorité Lunaire. Il s'est éveillé à la conscience un ou deux ans plus tôt, lorsque le nombre de ses connexions a dépassé un certain seuil et qu'il s'est découvert un sens de l'humour assez particulier. C'est Mannie qui le surnomme ainsi en référence à Mycroft Holmes, le frère aîné de Sherlock Holmes. Sous le pseudonyme d'« Adam Selene », Mike est le véritable chef de l'insurrection lunaire, il dirige la cellule dirigeante de l'organisation secrète, mais est également en contact direct avec tous ses membres, via le réseau téléphonique lunaire.
- Manuel « Mannie » Garcia O'Kelly Davis. « Mannie », ou « Man » est le narrateur. Il se présente comme un Lunatique moyen, membre d'un des plus vieux mariages multiples de Luna City. Manchot, il possède toute une panoplie de prothèses spécialisées pour son bras gauche. Manuel est un travailleur indépendant, spécialiste des ordinateurs. C'est à ce titre qu'il s'occupe de « Mike » et qu'il devient son ami. Individualiste, c'est un peu par hasard qu'il se retrouve à la tête de la révolte. Membre de la cellule dirigeante, son pseudonyme est « Bork ».
- Wyoming « Wyoh » Knott. Wyoh est une blonde incendiaire, membre de l'ancienne organisation révolutionnaire. Agitatrice accomplie, elle est venue de Hong-Kong Luna à Luna City où elle fait la connaissance de Manuel durant une émeute sanglante. Elle est le deuxième ami de Mike qu'elle appelle Michèle, et membre de la cellule dirigeante où son pseudo est « Betty ».
- Le professeur Bernardo de la Paz, dit « Prof ». Subversif professionnel, le professeur de la Paz a été déporté du Pérou. Il a une culture révolutionnaire encyclopédique. Il se décrit lui-même comme un anarchiste rationnel, titre qu'il attribue également à Mike et à Thomas Jefferson. Le personnage est inspiré de Robert LeFevre, et permet à Heinlein de développer ses conceptions politiques libertariennes. « Prof » est membre de la cellule dirigeante, sous le pseudonyme de « Bill ».
- Stuart « Stu » René LaJoie. « Stu » est un terrien. Son patronyme suggère des origines aristocratiques, françaises et écossaises. Il se présente comme « Poète, voyageur, et soldat de fortune ». C'est en visitant la Lune en touriste qu'il rencontre Manuel. Renvoyé sur Terre, il y est l'agent de la révolution, n'hésitant pas à acheter des journalistes ou des politiciens. Il fait le choix de rejoindre définitivement la Lune juste avant la guerre. Mis au courant de l'identité réelle de Mike, il devient de facto le cinquième membre de la cellule dirigeante.

Les autres membres de l'organisation secrète. La cellule dirigeante recrute d'abord dans l'entourage de ses membres et parmi des membres de l'ancienne organisation :
- « Mamie » Davis est la femme aînée de Manuel. Le mari aîné, « Grand-père », étant devenu sénile, elle dirige toute la famille d'une main de fer. Son adhésion est indispensable pour couvrir les activités de Manuel et pour offrir l'hospitalité des Davis à Wyoh et à Stu, qui seront finalement cooptés comme co-épouse et co-mari. Mamie appartient à la sous-cellule de « Manuel-Bork ». Son nom dans l'organisation est « Cassie ».
- Greg Davis est le second mari du ménage familial Davis. Ingénieur, il est également prédicateur et exerce une influence morale sur les membres de la famille. Il est chargé de la construction de la seconde catapulte. Il est membre de la sous-cellule de « Wyoh-Cassie » sous le pseudonyme de « Calvin ».
- Sidris Davis est une des épouses de la famille Davis. Elle tient un salon de beauté lui permettant de faire du recrutement et de l'agit-prop dans Luna City. Elle appartient à la sous-cellule de « Wyoh-Cassie » sous le pseudonyme de « Cecilia ».
- Clayton est le pseudonyme du troisième membre de la sous-cellule de « Wyoh-Cassie ». Citoyen de Hong-Kong Lunaire, asiatique, membre de l'ancienne organisation, il fait la liaison dans la nouvelle organisation entre les deux principales colonies lunaires.
- Finn Nielsen est un des dirigeants de l'ancienne organisation. Membre de la sous-cellule de « Prof-Bill », il est chargé de l'organisation militaire et de l'agitation politique. Il plonge rapidement dans la clandestinité.
- Hazel Meade est une préadolescente de 12 ans. Manuel a remarqué son courage lors de l'émeute où il rencontre Wyoh. Recrutée par la nouvelle organisation, elle est membre de la sous-cellule de « Sidris-Cecilia », où elle est chargée des « irréguliers de Baker Street », de jeunes enfants utilisés comme informateurs et agents de liaisons. On retrouve ce personnage sous le nom de « Hazel Stone » dans deux autres romans de Heinlein : The Rolling Stones (non traduit) et Le Chat passe-muraille (The cat who walks through walls).

## Éditions françaises
- OPTA, collection Club du livre d'anticipation no 29, 1971 ;
- Le Livre de poche, collection Le Livre de poche SF no 7032, 1978  (ISBN 2-253-02046-X) ; réédition en juin 2016  (ISBN 978-2253133094) ;
- Pocket, collection Pocket Science-fiction no 5278, janvier 1988  (ISBN 2-266-02138-9) ; réédition en octobre 1988  (ISBN 2-266-02714-X) ;
- Terre de Brume, collection Poussière d’étoiles no 5, mai 2005  (ISBN 2-84362-268-9) ;
- Gallimard, collection Folio SF no 320, octobre 2008  (ISBN 978-2-07-034362-1).